# Keilpresse

Keilpresse

Keilpressen wurden als frühe Form der Ölpresse zur Ölgewinnung aus Samen in Ölmühlen benutzt. Ab Ende des 19. Jahrhunderts wurden sie durch verbesserte Spindelpressen, hydraulische Pressen und Schneckenpressen fast vollständig verdrängt.
Historische Ölmühlen waren im deutschsprachigen Bereich ursprünglich meist Wassermühlen. Häufig waren sie mit Samenstampfwerk, Röstkessel und einer sogenannten Schlägel-Keilpresse ausgerüstet.
Der Prozess der Ölgewinnung mit Stampfwerk und Keilpresse wurde als Ölschlagen bezeichnet. Der Ölmüller wurde vielfach Ölschläger genannt.

## Aufbau und Funktionsweise
Eine Keilpresse besteht aus einem robusten Kasten (a), den perforierten Pressplatten (c), zwischen denen sich die gefüllten Pressbeutel (b) befinden, den Eisenplatten mit Ablauföffnungen (d), den Rippen (e) und den Keilen (f) und (g). Das Aufschlagen auf den Keil (f) komprimiert den Inhalt der Presstaschen. Beide Keile können nach dem Einschlagen des Keils (g) ein stückweit hochgezogen werden, bis durch erneutes Einschlagen des Keils (f) ein ausreichender Pressdruck erreicht ist.
Das Öl läuft durch die Löcher der Platten ab und wird aufgefangen. Durch Einschlagen des Keils (g) lockern sich jeweils alle Teile zum Herausnehmen.
Je nach Pressgut kann die Wirkung der Presse durch Erwärmung verbessert werden, in manchen Fällen ist die Erwärmung notwendig (Stearin-, Bleiröhren-, Tuchpressen u. a.). Das Pressgut kann in einer Keilpresse erwärmt werden, indem Dampf durch Hohlräume in den Pressplatten oder durch die Presskörbe geführt wird.